# 다카사키신덴역
다카사키신덴역(일본어: 高崎新田駅)은 일본 미야자키현 미야코노조시에 위치한 규슈 여객철도 깃토 선의 철도역이다. 섬식 승강장 1면 2선의 구조를 갖춘 지상역이다.

## 이용 현황
| 연도     | 하루 평균 | 연도     | 하루 평균 |
| 2002년도 | 173       | 2008년도 | 108       |
| 2003년도 |           | 2009년도 | 113       |
| 2004년도 | 147       | 2010년도 | 103       |
| 2005년도 | 131       | 2011년도 | 108       |
| 2006년도 | 119       | 2012년도 | 109       |
| 2007년도 | 113       |          |           |
| -------- | --------- | -------- | --------- |

## 역 주변
- 미야코노조 시청 다카사키 종합 지소
- 다치바나 천문대

## 역사
- 1913년 5월 11일 : 개업.
- 1968년 12월 : 현 역사 준공.
- 1980년 10월 1일 : 화물 영업 폐지.
- 1987년 4월 1일 : 일본국유철도 분할 민영화에 의해, 규슈 여객철도가 승계.

## 인접 역
| 깃토 선                  | 깃토 선   | 깃토 선                        |
| ------------------------ | --------- | ------------------------------ |
| 휴가마에다 요시마쓰 방면 | ■ 깃토 선 | 히가시타카사키 미야코노조 방면 |